# کلاودیو سیمونتی
کلاودیو سیمونتی (ایتالیایی: Claudio Simonetti؛ زادهٔ ۱۹ فوریهٔ ۱۹۵۲) موسیقی‌دان و آهنگساز اهل ایتالیا است. وی از سال ۱۹۷۲ میلادی تاکنون مشغول فعالیت بوده‌است. وی همکاری طولانی‌مدتی با داریو آرجنتو داشته‌است.
از فیلم‌هایی که وی در آن‌ها نقش داشته‌است، می‌توان به پی‌درپی… دنیا با سکس زیباست، اگر انجامش بدی، توی دردسر می‌افتی، انتقامجویی از آینده، طلوع مردگان، قرمز تیره، سوسپیریا، ظلمت، پدیده، اپرا، ورق‌باز و اساتید وحشت اشاره نمود.